# Theo Angelopoulos
Theodoros Angelopoulos (gr. Θόδωρος Αγγελόπουλος) (17. april 1935 – 24. januar 2012) var en internationalt anerkendt, prisvindende græsk filminstruktør, filmmager og filmproducer.

## Filmografi
- Broadcast (I Ekpombi) (1968)
- Reconstruction (Anaparastasis) (1970)
- Days of 36 (Meres tou 36) (1972)
- Skuespillernes rejse (O Thiassos) (1975)
- Jægerne (I Kinighi) (1977)
- Alexander the Great (O Megalexandros) (1980)
- Athens (Athina, epistrofi stin Akropoli) (1983)
- Voyage to Cythera (Taxidi stin Kythera) (1984)
- Biavleren (O Melissokomos) (1986)
- Landscape in the Mist (Topio stin Omichli) (1988)
- The Suspended Step of the Stork (To Meteoro Vima tou Pelargou) (1991)
- Odysseus' blik (To Vlemma tou Odyssea) (1995)
- Evigheden og en dag (Mia aiwniothta kai mia mera) (1998)
- Trilogy: The Weeping Meadow (Trilogia I: To Livadi pou dakryzei) (2004)

- Bidrag til Chacun son cinéma: Trois Minutes (2007)